# Форт-Юма (индейская резервация)
Форт-Юма (англ. Fort Yuma Indian Reservation) — индейская резервация народа юма, расположенная на Юго-Западе США вдоль реки Колорадо и Олл-Американ-канала.

## История
Резервация основана в 1884 году на месте бывшего военного поста форт Юма.

## География
Резервация расположена  на Юго-Западе США на границе двух штатов — Аризоны и Калифорнии. Основная территория находится на юго-востоке округа Импириал, Калифорния; меньшая — в западной части округа Юма, Аризона.
Общая площадь резервации составляет 182,183 км², из них 178,569 км² приходится на сушу и 3,614 км² — на воду. Административным центром резервации является город Юма, расположенный в Аризоне.

## Демография
| Год переписи                    | Нас. |  | %±     |
| ------------------------------- | ---- |  | ------ |
| 2000                            | 2189 |  | —      |
| 2010                            | 2197 |  | 0,4%   |
| 2020                            | 1898 |  | −13,6% |
| 2000–2020 U.S. Decennial Census |      |  |        |

По данным федеральной переписи населения 2000 года, в резервации проживало 2 189 человек, из них, 56,8 % были индейцами, а более 27 % были идентифицированы как белые.
Согласно федеральной переписи населения 2020 года в резервации проживало 1 898 человек, насчитывалось 303 домашних хозяйств и 718 жилых домов. Средний доход на одно домашнее хозяйство в индейской резервации составлял 33 456 долларов США. Около 38,6 % всего населения находились за чертой бедности, в том числе 48,3 % тех, кому ещё не исполнилось 18 лет, и 10,4 % старше 65 лет.
Расовый состав распределился следующим образом: белые — 176 чел., афроамериканцы — 5 чел., коренные американцы (индейцы США) — 1 326 чел., азиаты — 1 чел., океанийцы — 0 чел., представители других рас — 192 чел., представители двух или более рас — 198 человека; испаноязычные или латиноамериканцы любой расы составили 473 человека. Плотность населения составляла 10,42 чел./км².

## Комментарии
1. ↑  В состав резервации входит лишь  часть населённого пункта.